# Michael Ríos
Michael Fabián Ríos Ripoll (Santiago del Cile, 24 aprile 1985) è un calciatore cileno, centrocampista del Rangers.